# Samuel Wesley
 Samuel Wesley (ur. 24 lutego 1766 w Bristolu, zm. 11 października 1837 w Londynie) – brytyjski kompozytor i organista.

## Życiorys
Syn Charlesa Wesleya i bratanek Johna Wesleya. W wieku 6 lat rozpoczął naukę w Bristolu u miejscowego organisty Davida Williamsa, uczył się gry na skrzypcach i na organach. Mając 8 lat skomponował oratorium Ruth, w wieku 12 lat 8 sonat na klawesyn. W 1771 roku przeprowadził się z rodziną do Londynu, gdzie w latach 1779–1787 podczas domowych koncertów wykonywał własne kompozycje. W 1783 angielski chemik James Price (1757–1783) zapisał mu w testamencie tysiąc funtów szterlingów. Występował jako skrzypek, klawesynista i organista. W 1784 roku dokonał konwersji na katolicyzm, świadectwem jego nawrócenia jest zadedykowana papieżowi Piusowi VI Missa de Spiritu Sancto. W 1787 roku doznał poważnego urazu głowy wpadając do wykopu na budowie, na skutek czego do końca życia zmagał się z nawrotami depresji i problemów emocjonalnych. Od 1793 roku był żonaty z Charlotte Martin, jednak małżeństwo w 1795 roku uległo separacji, a Wesley pozostawał odtąd w nieformalnym związku ze swoją gospodynią Sarah Suter. Ze względu na problemy finansowe występował z koncertami solowymi i jako dyrygent, a także udzielał lekcji, dopiero w 1824 roku uzyskał stałą posadę organisty w Camden Chapel. Należał do loży masońskiej, w latach 1812–1818 był organistą londyńskiej Ancient Lodge of Freemasons. Napisał pozostałą w rękopisie autobiografię (1836).
Główną część dorobku Wesleya stanowi muzyka religijna do tekstów w języku łacińskim, przeznaczona na chór oraz głosy solowe, chór i orkiestrę lub organy. Był autorem m.in. motetów Dixit Dominus i Exultate Deo (1800), In exitu Israel (1810), Omnia vanitas (1824) i Tu es sacerdos (1827). Kompozycje te wykorzystywane były także w Kościele anglikańskim. Pisał też kompozycje instrumentalne, z których popularność zdobyła sobie naśladująca twórczość Josepha Haydna Symfonia B-dur (1802). Przyjaźnił się z Felixem Mendelssohnem. Był propagatorem muzyki Johanna Sebastiana Bacha, wraz z Charlesem Frederickiem Hornem wydał w Londynie jego Das Wohltemperierte Klavier.
Jego synem był Samuel Sebastian Wesley.